# 穆拉夫林卡
49°30′39″N 35°48′55″E / 49.51083°N 35.81528°E
穆拉夫林卡（烏克蘭語：Муравлинка）是位於烏克蘭東部的村莊，由哈爾科夫州别列斯京区的舊維里夫卡市鎮負責管轄。該村面積1.22平方公里，海拔高度178米，2001年人口193，人口密度每平方公里158.2人。